# Imitazione (Giacomo Leopardi)
Imitazione è una poesia scritta da Giacomo Leopardi e fa parte della raccolta Canti. La lirica è una libera interpretazione della strofa in ottonari La feuille del poeta francese Antoine-Vincent Arnault. Compare la prima volta nell'edizione del 1835, pubblicata a Napoli dall'editore Saverio Starita.

## Testo
Lungi dal proprio ramo,
povera foglia frale,
dove vai tu? — Dal faggio
lá dov’io nacqui, mi divise il vento.
Esso, tornando, a volo
dal bosco alla campagna,
dalla valle mi porta alla montagna.
Seco perpetuamente
vo pellegrina, e tutto l’altro ignoro.
Vo dove ogni altra cosa,
dove naturalmente
va la foglia di rosa,
e la foglia d’alloro

## Parafrasi
Staccata dal proprio ramo,
povera foglia fragile,
dove vai? Il vento mi ha portato via dal faggio
su cui sono cresciuta.
Il vento cambiando di volta in volta direzione
volando sul bosco, sulla campagna, mi porta dalla valle alla montagna.
Con il vento vado continuamente
come un pellegrino, e non so nient'altro.
Vado dove vanno tutte le altre cose,
dove va naturalmente
la foglia di rosa,
e la foglia d'alloro.

## Analisi
L’imitazione è composta da una strofa libera di 13 endecasillabi e settenari, fu pubblicata per la prima volta nei Canti. Leopardi descrive il destino della foglia di rosa e di alloro cioè amore e gloria che diventeranno nulla con la morte.

## Fonte originaria
Il componimento è una riscrittura in italiano della poesia di Antoine-Vincent Arnault La feuille, pubblicata nello Spettatore, nel 1818.
De ta tige détachée,

Pauvre feuille desséchée,

Où vas-tu ? — Je n’en sais rien.

L’orage a brisé le chêne

Qui seul était mon soutien ;

De son inconstante haleine,

Le zéphyr ou l’aquilon

Depuis ce jour me promène

De la forêt à la plaine,

De la montagne au vallon.

Je vais où le vent me mène,

Sans me plaindre ou m’effrayer ;

Je vais où va toute chose,

Où va la feuille de rose

Et la feuille de laurier.

## Versione di Dante Gabriel Rossetti
Dante Gabriel Rossetti si cimentò in una traduzione in inglese, in trimetri giambici, della poesia di Antoine-Vincent Arnault, The Leaf, indicando tuttavia che la propria fonte di ispirazione fosse l'imitazione di Leopardi.
‘Torn from your parent bough,

Poor leaf all withered now,

Where go you?’ ‘I cannot tell.

Storm-stricken is the oak-tree

Where I grew, whence I fell.

Changeful continually,

The zephyr and hurricane

Since that day bid me flee

From deepest woods to the lea,

From highest hills to the plain.

Where the wind carries me

I go without fear or grief:

I go whither each one goes,—

Thither the leaf of the rose

And thither the laurel-leaf.’